# 86 f.Kr.
| 86 f.Kr.           |
| ------------------ |
| Dødsfald - Fødsler |
|                    |

## Begivenheder
- Platons akademi i Athen ødelægges af Mithridates 6. af Pontos og opgives som lærested.

## Dødsfald
- Gaius Marius – romersk general og politiker – født 157 f.Kr.